# Capacidade de campo
Capacidade de campo ocorre quando todos os microporos do solo estão ocupados com água. Esta água é normalmente chamada de solução do solo, já que carrega com ela diversos nutrientes que antes estavam aderidos aos colóides do solo.